# 캄보디아 U-23 축구 국가대표팀
캄보디아 U-23 축구 국가대표팀은 캄보디아를 대표하는 23세 이하 축구 국가대표팀으로 하계 올림픽과 AFC U-23 아시안컵, 아시안 게임 본선 경험은 전무하다.

## 국제 대회 경력

### 동남아시아 경기 대회
2001년 대회 첫 출전을 시작으로 현재까지 12번의 대회에 모두 출전했고 2017년 대회까지 9번의 대회에서 모두 조별리그 탈락의 쓴 잔을 들이켰다가 2019년 대회에서 비록 첫 메달 획득에는 실패했지만 사상 처음으로 4강에 오르며 캄보디아 축구 역사상 동남아시아 경기 대회 역대 최고 성적을 달성했다.

### AFF U-23 챔피언십
2005년 대회 첫 출전을 시작으로 현재까지 3번의 대회에 모두 출전하여 이 중 홈에서 열린 2019년 대회에서 4강에 오르는 성과를 거두었는데 이는 A대표팀과 U-23 대표팀을 통틀어 동남아시아 축구 연맹 주관 대회 역대 최고 성적이자 모든 연령대별 대표팀을 통틀어 캄보디아 축구 역사상 AFF 주관 대회 통산 3번째 4강 진출(2016년 AFF U-16 챔피언십, 2019년 AFF U-23 챔피언십, 2019년 동남아시아 경기 대회)이다.

## 아시안 게임
| 아시안 게임 기록 | 아시안 게임 기록 | 아시안 게임 기록 | 아시안 게임 기록 | 아시안 게임 기록 | 아시안 게임 기록 | 아시안 게임 기록 | 아시안 게임 기록 | 아시안 게임 기록 | 아시안 게임 기록 |
| 년도             | 결과             | 순위             | 경기             | 승               | 무*              | 패               | 득점             | 실점             | 승점             |
| ---------------- | ---------------- | ---------------- | ---------------- | ---------------- | ---------------- | ---------------- | ---------------- | ---------------- | ---------------- |
| 2002년           | 불참             | 불참             | 불참             | 불참             | 불참             | 불참             | 불참             | 불참             | 불참             |
| 2006년           | 불참             | 불참             | 불참             | 불참             | 불참             | 불참             | 불참             | 불참             | 불참             |
| 2010년           | 불참             | 불참             | 불참             | 불참             | 불참             | 불참             | 불참             | 불참             | 불참             |
| 2014년           | 불참             | 불참             | 불참             | 불참             | 불참             | 불참             | 불참             | 불참             | 불참             |
| 합계             | 2회 출전(2/15)   | 조별리그(2회)    | 5                | 1                | 0                | 4                | 5                | 12               | 3                |

## 주요 대회 성적

### 동남아시아 경기 대회
- 2001년 : 조별리그
- 2003년 : 조별리그
- 2005년 : 조별리그
- 2007년 : 조별리그
- 2009년 : 조별리그
- 2011년 : 조별리그
- 2013년 : 조별리그
- 2015년 : 조별리그
- 2017년 : 조별리그
- 2019년 : 4위

## 주요 선수
- 오른 찬폴린
- 나롱 카카다
- 신 소파낫
- 케오 속셀라

## 역대 감독
| 감독        | 임기   |
| ----------- | ------ |
| 교토쿠 고지 | 2023 ~ |